# Riksvei 3
Der Riksvei 3 (auch genannt: Nord-Østerdalsveien) ist eine norwegische Fernverkehrsstraße. Die Straße läuft über 290 Kilometer quer durch Norwegen bis Ulsberg. Über 90 Prozent der Strecke verläuft in der Provinz Innlandet.

## Strecke
Die Straße beginnt beim Autobahndreieck Kolomoen südlich der Ortschaft Stange in der gleichnamigen Kommune. Dort führt sie von der Europastraße 6 (E6) Richtung Nordosten durch die Ortschaft Romedal. Etwa sechs Streckenkilometer weiter überquert der Riksvei den Fluss Svartelva und einige Meter weiter die Fura. Bei Brenneriroa kreuzt er den Riksvei 25 und verläuft nun mit Leitplanke in der Mitte weiter Richtung Osten. Kurz vor Elverum gibt es erneut eine Kreuzung mit dem Rikvei 25 und der Riksvei 3 knickt erneut Richtung Norden ab und verläuft lange parallel zum Fluss Glomma. Auf dem Weg verläuft die Straße unter anderem durch den Ort Rena. Anschließend verläuft der Riksvei lange durch unbewohnte Natur und verläuft anschließend 2,3 Kilometer nördlich von Tynset. Wenig später fährt man an den Seen Stugusjøen und Børstusjøen vorbei. Bei der Grenze von Trøndelag und Innlandet kann man westlich den Staudamm Storfossdammen sehen. Circa 23 Kilometer nordöstlich von Oppdal führt der Riksvei 3 wieder auf die E6.

## Sonstiges
Der Riksvei 3 ist die am häufigsten genutzte Straße zum Transport von Oslo nach Trondheim.